# Домашних духов обманув, душа Цянь-нюй расстаётся с телом
Домашних духов обманув, душа Цянь-нюй расстаётся с телом (кит. трад. 迷青瑣倩女離魂, упр. 迷青琐倩女离魂) — пьеса-цзацзюй середины XIV века юаньского драматурга Чжэн Гуанцзу.
Сюжет пьесы заимствован из фантастической новеллы Чэнь Сюанью «Рассказ о том, как душа покинула тело» (эпоха Тан), но разработан более детально. Фантастический элемент в пьесе не самодостаточен: это способ гиперболизации выходящего за рамки привычных представлений чувства главной героини.

## Сюжет
Сецзы. Семнадцатилетний Ван Вэньцзюй, с детства обручённый с Цан-нюй и никогда её не видевший, приезжает к ней в дом по дороге в Чанъань, где собирается сдавать экзамены. Мать Цан-нюй — Старая госпожа — просит Вана погостить у неё несколько дней, однако любовь к знаниям жажда попасть на государственный экзамен заставляют его отказаться от приглашения.
Первое действие. Цянь-нюй, полюбившая Вана, поёт о своей любви. Ей кажется, что её матушка уже жалеет о помолвке. Перед отъездом Ван выслушивает напутствие от старой госпожи: «Едва ты получишь хотя бы полчина, возвращайся для свершения свадебного обряда». Ван обещает, что как только он станет чиновником, свадьба будет сыграна. Цан-нюй поёт ему о своей любви.
Второе действие. Старая госпожа очень обеспокоена: после того, как Цан-нюй проводила Вана, девушка захворала. Приглашённый лекарь не смог ей ничем помочь. Между тем Ван, полюбивший девушку, тоскует по пути в Чанъань, наигрывая печальные мотивы на цине. Перед его глазами предстаёт душа Цан-нюй — точная копия самой девушки, пустивщаяся вслед за ним. Удивлённый Ван, не подозревающий, что настоящая Цан-нюй лежит у себя дома в постели, опасается пересудов. Однако он не может не взять любимую с собой.
Третье действие. Ван Вэньцзюй, успешно сдавший все экзамены, ждёт назначения на должность. В столице он живёт со своей молодой женой — душой Цан-нюй. В письме своей тёще Ван обещает, что вскоре вместе со своей женой навестит её. Его слуга, Чжан Цянь, вызывается отвезти письмо. Между тем настоящая Цан-нюй по-прежнему хворает и ждёт любимого. Прочитав письмо, привезённое Чжан Цянем, она поёт о своей несчастной любви. Чжан Цянь жалеет её и ругает своего господина.
Четвёртое действие. Ван Вэньцзюй возвращается вместе с душой Цань-нюй в дом её матери, где уже несколько лет тоскует заболевшая от разлуки Цань-нюй. Видя душу Цан-нюй, старая госпожа называет её оборотнем, и Ван выхватывает меч, чтобы зарубить ту, с которой он приехал. Душа Цан-нюй умоляет его не делать этого. Следует пантомима, во время которой душа девушки вновь воссоединяется с телом. Старая госпожа готовится к свадьбе Ван Вэньцзюя и своей внезапно выздоровевшей дочери.